# جيرالد فلمنج
جيرالد فلمنج (بالإنجليزية: Gerald Fleming)‏ هو عالم أرصاد أيرلندي، ولد في 22 فبراير 1950 في مقاطعة وكسفورد في جمهورية أيرلندا.